# أندي ونايت
أندي ونايت هو منتج أفلام وكاتب سيناريو ومخرج كندي، ولد في 23 نوفمبر 1961 في بيمبروك في كندا، وتوفي في 11 أبريل 2008 بسبب سكتة.

## وصلات خارجية
- أندي ونايت على موقع IMDb (الإنجليزية)
- أندي ونايت على موقع قاعدة بيانات الأفلام السويدية (السويدية)
- أندي ونايت على موقع قاعدة بيانات الفيلم (الإنجليزية)
- أندي ونايت على موقع كينوبويسك (الروسية)